# Ronald George Wreyford Norrish
Ronald George Wreyford Norrish (9.11.1897 – 7.6.1978) là nhà hóa học người Anh, đã đoạt Giải Nobel Hóa học (1967).

## Sự nghiệp
Ông sinh tại Cambridge và theo học "Trường Perse". Năm 1915 ông được một học bổng để vào học môn khoa học tự nhiên ở trường Emmanuel College, Đại học Cambridge, nhưng năm 1916 ông phải nghỉ học để thi hành nghĩa vụ quân sự trong binh chủng Pháo binh Hoàng gia Anh tại Pháp. Tháng 3 năm 1918, ông bị bắt làm tù binh, lúc đầu bị giam ở Rastatt (Đức), sau đó ở Graudenz (Ba Lan). Sau chiến tranh, năm 1919 ông trở về học tiếp ở Emmanuel College. Sau này ông đã nhận xét - với nỗi buồn - rằng nhiều người đồng thời và cũng là đối thủ cạnh tranh có tiềm năng tại Cambridge đã không sống sót sau chiến tranh.
Ông trở thành người đứng đầu Phân khoa Hóa lý tại Cambridge, chiếm một phần tòa nhà ở đường Lensfield, với phân ban "Hóa học" riêng biệt (trong đó có hóa hữu cơ, lý thuyết và hóa vô cơ). Cả hai phân ban đều có các nhân viên giảng dạy, hành chính, kỹ thuật riêng biệt cho đến khi chúng hợp nhất để hình thành một phân khoa hóa học dưới quyền Sir JM Thomas vào đầu thập niên 1980.
Norrish nghiên cứu quang hóa học, sử dụng các nguồn ánh sáng liên tục (kể cả các đèn rọi sau cuộc chiến 1945), và phát triển môn quang phân (photolysis). Một trong các thành tựu lớn của ông là việc phát triển phản ứng Norrish.

## Giải thưởng
Ông được trao Giải Nobel Hóa học năm 1967 chung với Manfred Eigen và George Porter cho công trình nghiên cứu của họ về các phản ứng hóa học cực nhanh.